# تپه و گورستان قره چولک
تپه و قبرستان قره چولک در شهرستان بناب، بخش مرکزی، روستای خانه بوق واقع شده و این اثر در تاریخ ۲۵ اسفند ۱۳۷۹ با شمارهٔ ثبت ۳۰۹۰ به‌عنوان یکی از آثار ملی ایران به ثبت رسیده است.